# 张店镇 (平陆县)
张店镇，是中华人民共和国山西省运城市平陆县下辖的一个乡镇级行政单位。

## 行政区划
张店镇下辖以下地区：
张店村、古城村、令乔村、农场村、前滩村、后滩村、侯王村、安沟村、枣元村、横尖村、张郭村、风口村、凹里村、陈张村和西牛村。